# Auferweckung der Tabita

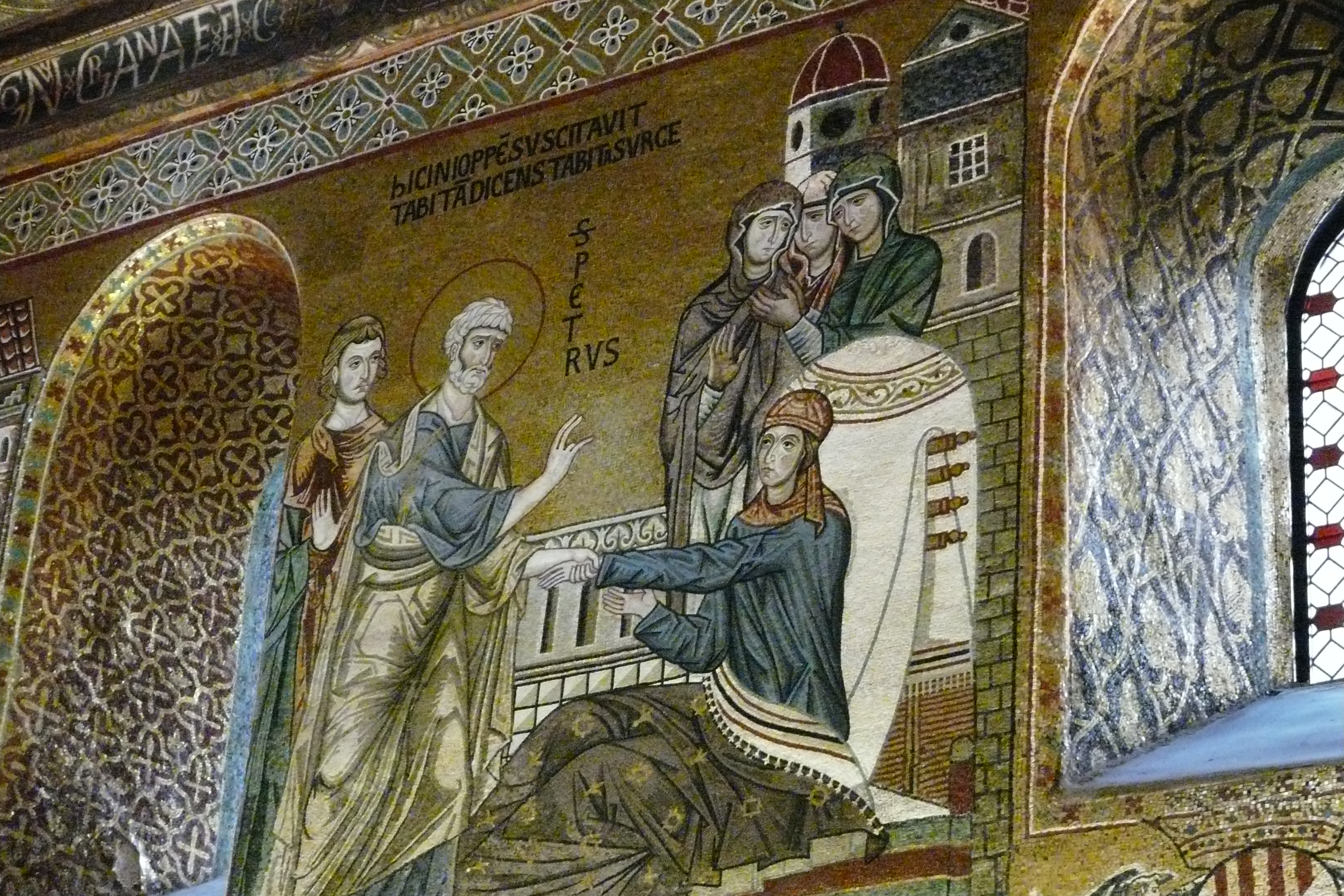
Auferweckung der Tabita

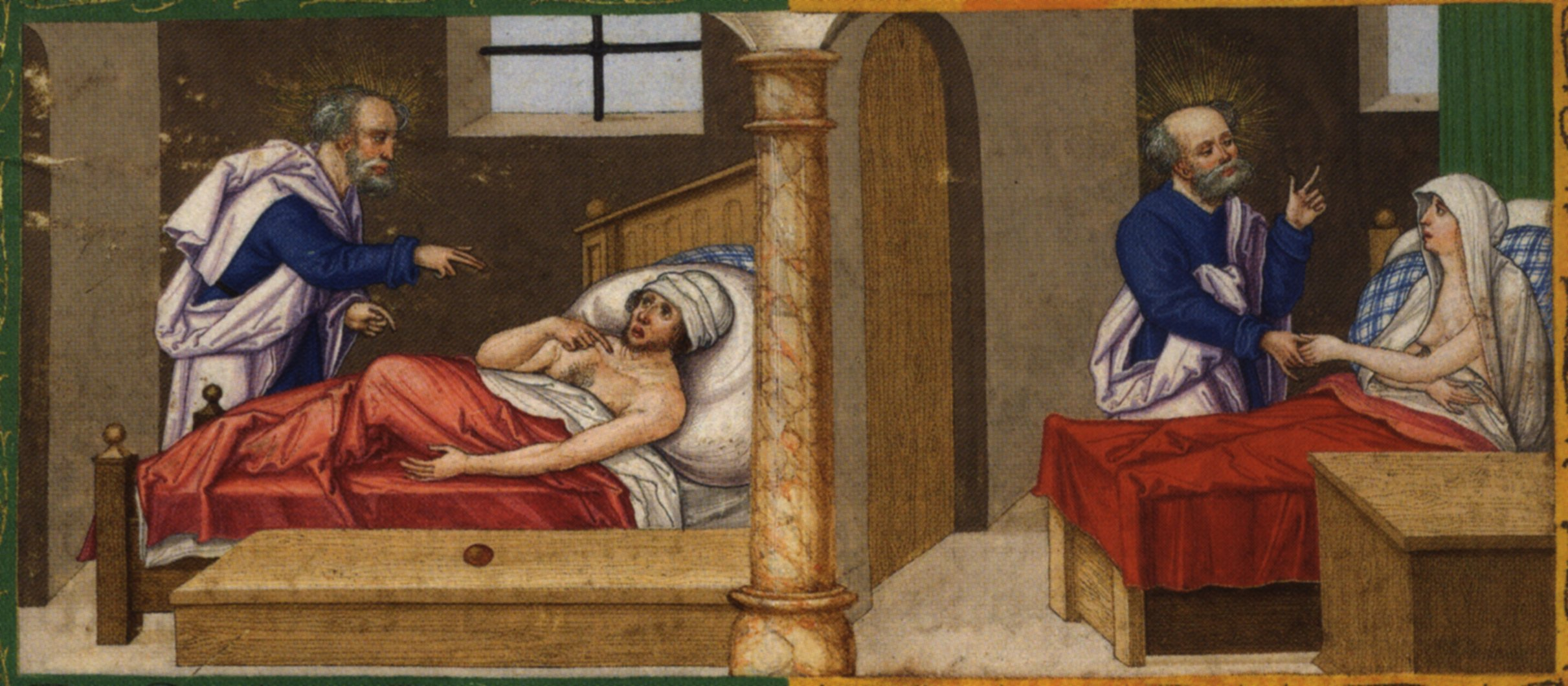
Heilung des Äneas in Lydda (links) und Auferweckung der Tabita in Joppe (rechts)

Die biblische Erzählung der Auferweckung der Tabita (auch: Tabitha  oder Tabea geschrieben, altgriechisch Dorkas) findet sich in der Apostelgeschichte des Lukas (Apg).

## Begegnung und Folgen
Gemäß Apg 9,36–42  wurde Petrus, der in Lydda (heute: Lod) weilte, zu dieser Jüngerin Jesu gerufen, nachdem diese bereits zuvor verstorben war. Als Petrus im nahe gelegenen Joppe (heute: Tel Aviv, Ortsteil: Jaffa) anlangte, war Tabita bereits gewaschen und im Obergemach aufgebahrt. Petrus schickte alle hinaus, kniete nieder und betete, wandte sich zum Leichnam und sagte: Tabita, steh auf!  Da öffnete sie ihre Augen, sah Petrus an und setzte sich auf.
Nach Bekanntwerden des Wunders soll es zu vielen Bekehrungen gekommen sein. Welche Folgen diese Handlung (Wunder) für die Witwe Tabita und ihre Umgebung hatte, ist nicht überliefert.
Die Witwe Tabita wird in den orthodoxen Kirchen und der römisch-katholischen Kirche als Heilige verehrt. Ihr Gedenktag ist der 25. Oktober. Ihr vermutetes Grab in Abu Kabir, eine Ortslage in Tel Avivs Stadtteil Givʿat Herzl, ist in der Obhut der benachbarten Apostel-Petrus-Kirche und Ziel christlicher Pilger.

## Besonderheiten der Handlung
Die Berührung eines Toten durch einen Juden führte dazu, dass er sieben Tage lang als unrein galt. Die Totenerweckung hatte daher grundsätzlich für Petrus persönlich rituelle Unreinheit nach jüdischem Glauben zur Folge.
Obwohl eine Totenerweckung doch als ein ganz besonderes Wunder anzusehen ist, wird in der Apostelgeschichte des Lukas lediglich in dreizehn Sätzen darüber berichtet.
Während über den biblischen Propheten Elija berichtet wird, dass er Knaben von den Toten erweckt habe, indem er sich fürbittend an Gott wandte, schildert Lukas die Totenerweckung des Jünglings von Naïn durch Jesus aus dessen eigener Vollmacht: Jüngling, ich sage dir, steh auf!. Ebenso geschieht das Wunder des Petrus aus seiner eigenen Vollmacht.